# Коробкова, Елизавета Корнеевна
Елизавета Корнеевна Коробкова (5 сентября 1908, Большое Лёвино, Пензенская губерния — ?) — советская колхозница. Член КПСС с 1954 года, образование начальное. Герой Социалистического Труда.

## Биография
В 1919—1928 годы работала в хозяйстве родителей-середняков в с. Б. Левино, в 1928—1930 — в хозяйстве мужа.
В 1930—1933 годы — колхозница, в 1933—1960 — старшая звеньевая в колхозе «Доброволец» Лунинского района.
В 1949 году звено Е. К. Коробковой получило рекордный урожай волокна среднерусской конопли. За получение высоких урожаев волокна и семян среднерусской конопли Указом Президиума Верховного Совета СССР от 27 июня 1950 года Е. К. Коробковой присвоено звание Героя Социалистического Труда с вручением ордена Ленина и золотой медали «Серп и Молот».
В 1960 году, выйдя на заслуженный отдых, переехала на постоянное местожительство в Пензу.

## Награды
- медаль «За доблестный труд в Великой Отечественной войне 1941—1945 гг.» (1946)
- звание Героя Социалистического Труда с вручением ордена Ленина и золотой медали «Серп и Молот» (27 июня 1950)
- Большая серебряная медаль Всесоюзной сельскохозяйственной выставки (1955)
- юбилейная медаль «За доблестный труд. В ознаменование 100-летия со дня рождения В. И. Ленина» (1970)